# 標準到着経路
標準到着経路(ひょうじゅんとうちゃくけいろ、Standard Terminal Arrival Route; STAR)とは、巡航する航空機が空港に着陸するために高度を下げながら進入を開始する地点まで飛行するために定められた経路である。2010年1月14日の管制方式基準の改正で、正式名称は標準計器到着方式(Standard instrument arrival,STAR)に変更されており、その定義も「計器飛行方式により飛行する到着機が、ATS 経路から着陸飛行場の進入フィックスまで秩序よく降下するため設定された飛行経路、旋回方向、高度、飛行区域等の飛行の方式」となった。ただし、略称のSTARについての変更はない。ICAOの正式用語も「Standard instrument arrival」であり、欧州等でも採用されている。しかし、米国は現在でも「Standard Terminal Arrival Route」を使用している。
標準到達経路と和訳されることもある。
空港ごとに経路が定められており、航空路誌に公示されている。一般に計器飛行方式で使用される。
航空機はSTARに従って降下し、最終進入を開始する空域まで到達したのち、ILSなどの航空保安施設の誘導、あるいは視認・目視にて、滑走路に着陸する。

## 概要
巡航路から降下してきた航空機を空港への進入コースまで安全に導く飛行方式がSTARである。SIDと比較して制限などが緩やかであるものの、STARの飛行方式は細かく指定されている。具体的な項目をいくつか挙げる（すべてのSTARにあてはまるわけではない）。
- 飛行経路
- 通過すべきウェイポイント
- 旋回方向
- 特定地点を通過すべき高度・降下率
- 特定の位置からの距離の指定
- 空域制限

これらの飛行方式は航空援助施設を基準として具体的な位置が指定されていることがある。航空機はこれらの制限に従いながら、目的の空港への進入コース（ILSアプローチコース、VORアプローチコース、トラフィックパターンなど）へ進入する。ただし、管制官より指示があった場合など、必ずしもSTAR通りに飛行するわけでは無い。
最近は広域航法(RNAV)によるSTARも増えてきており、主要な空港ではほとんどRNAV STARを中心に運用されている。
通常、着陸進入の管制では、到着機をSTAR上に導き整列させ、最終着陸コースに進入するまでに、安全な一定間隔で飛行するよう航空機を誘導する。

## 命名法
STARの命名規則に特にルールはないが、一般に「STARを構成するウェイポイント名+アライバル」であることが多い。たとえば、大阪国際空港へ着陸する際に奈良上空方面から到着するSTARは「ヤマト・アライバル (YAMAT Arrival)」である。しかし福岡空港のNAKASU EAST/WEST RNAV ARRIVALのようにウェイポイントにもない名称を用いることもある。
また、空港に対する方角を用いることがある。例：福岡空港へ東西から到着する「サンディ・ウエスト・アライバル (SANDY West Arrival)」と「サンディ・イースト・アライバル (SANDY East Arrival)」
さらに、数字やアルファベットを付すこともある。数字は改訂の区別、滑走路の区別に使用され、アルファベットは途中から経路が変わる場合の区別に使用される。例えば、デリーのインディラ・ガンディー国際空港の東SIBADからの到着はSIBAD1A、SIBAD1B、SIBAD1Eアライバル等と命名されている。また、東京国際空港のXAC(大島VORTAC)からの進入経路もXAC1C、XAC2Hアライバルなどと区別されている。
この他に、日本以外では航空路上のある地点からSTARの開始点を結ぶ転移経路（トランジション）が設定されていることも多い。例えば、シカゴ・オヘア国際空港へ西から到着するJANESVILLE5アライバルにイリノイ州マディソンから合流する転移経路はJANESVILLE5アライバルMADISONトランジションである。